# Chariton Laptev

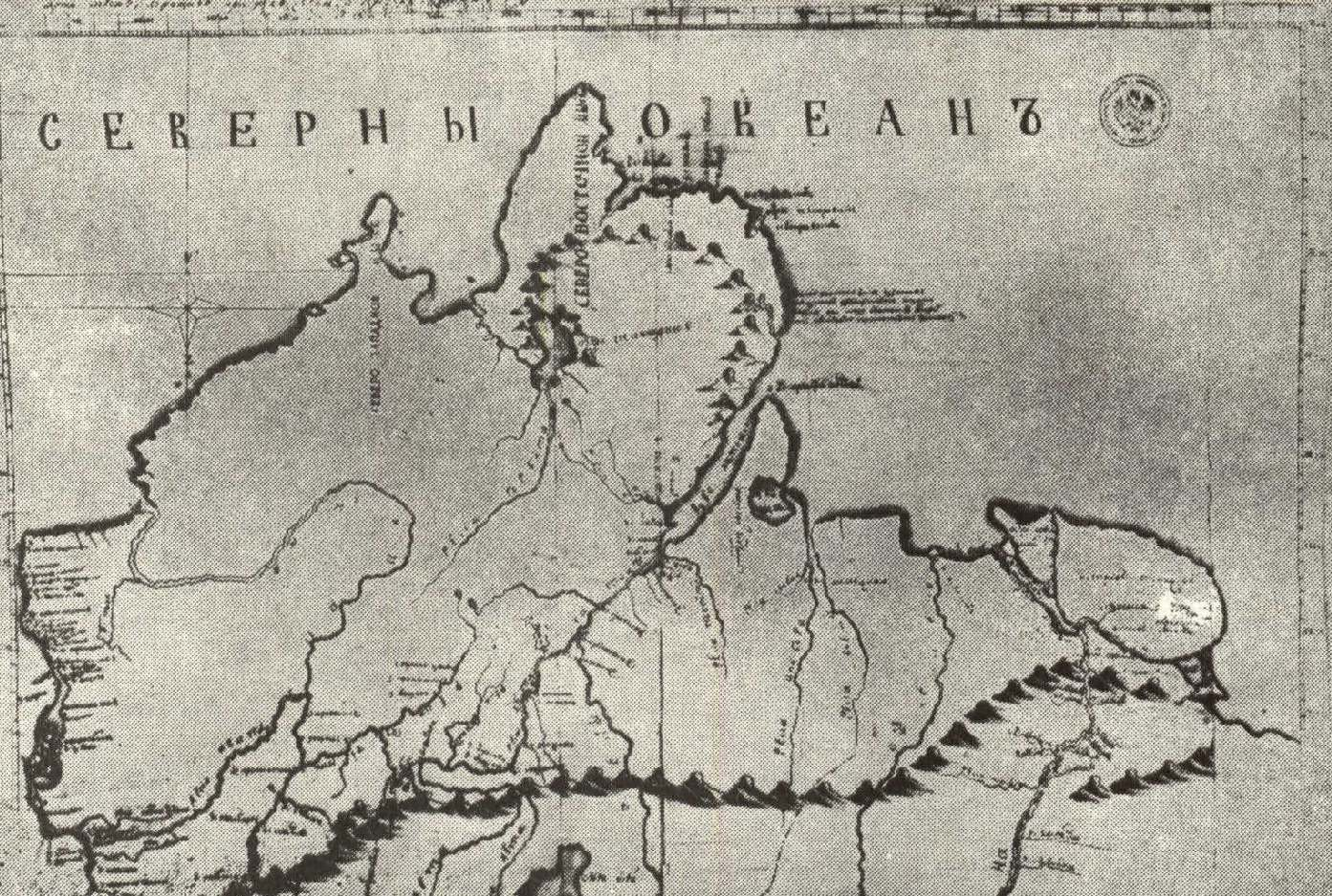
kaart van het schiereiland Tajmyr, getekend door Laptev

Chariton Prokofiejevitsj Laptev (Russisch: Харитон Прокофьевич Лаптев) (onbekend — 1763) was een Russische Arctische ontdekkingsreiziger en marineofficier.
Laptev begon zijn carrière in de marine als een cadet in 1718. Van 1739 tot 1742 leidde hij een van de groepen van de Tweede Kamtsjatka-expeditie. Samen met Semjon Tsjeljoeskin, Nikifor Tsjekin en G. Medvedev beschreef Laptev het schiereiland Tajmyr vanaf de monding van de Chatanga tot de monding van de Pjasina en ontdekte een aantal van de eilanden in het gebied. Na de expeditie vervolgde hij zijn militaire dienst in de Baltische Vloot. De zeekustlijn van het schiereiland Tajmyr, een kaap op het schiereiland Tsjeljoeskin en andere oriëntatiepunten zijn naar hem vernoemd naast de Laptevzee die naar hem en Dmitri Laptev is vernoemd.